# Wilhelm Gustloff (skib)
 For alternative betydninger, se Wilhelm Gustloff. (Se også artikler, som begynder med Wilhelm Gustloff)
M/S Wilhelm Gustloff var en tysk luksusliner, der blev sat i tjeneste i 1938, men kort herefter blev ombygget og gjorde tjeneste som hospitalsskib. Ved afslutningen af 2. verdenskrig fragtede hun flere tusinde civile flygtninge fra den østlige del af Tyskland mod vest, da hun blev sænket af en sovjetisk ubåd den 30. januar 1945. Ved skibets forlis omkom størstedelen af passagererne.

## Skibet
"Wilhelm Gustloff" blev bygget af Blohm & Voss-værftet i Hamborg til Kraft durch Freude-programmet (KdF = Styrke gennem glæde), og var søsterskib til Robert Ley. 25.484 bruttoregistertons. Længde 208,50 m. Marchhastighed 15,5 knob. Skibet kunne i fredstid medbringe 1.465 passagerer.
Skibet var opkaldt efter den schweiziske nazileder Wilhelm Gustloff, der i 1936 blev skudt af den jødiske medicinstuderende David Frankfurter. Hun blev søsat den 2. april 1938 med deltagelse af Adolf Hitler.
"Wilhelm Gustloff" blev benyttet som hospitalsskib under 2. verdenskrig under navnet Lazarettschiff D, og var indrettet med plads til 500 patienter.
På sin sidste sejlads blev "Wilhelm Gustloff" benyttet til at transportere flygtninge fra Gotenhafen vestpå.

## Ulykkesnatten
Skibet sank 30. januar 1945 i Østersøen ved den pommerske by Stolpmünde, efter at være blevet ramt af 3 torpedoer fra den sovjetiske ubåd S-13. Pga. en radiomelding, der indkom efter afgang, om at en tysk minestryger befandt sig i farvandet, slog mandskabet belysningen på for at undgå en kollision. Belysningen bidrog til, at ubåden fik øje på skibet og sænkede det. Det er aldrig blevet klarlagt, hvem der sendte radiomeldingen.  Skibet sank på mindre end 50 minutter. Fordi skibet var overfyldt, var der alt for få redningsbåde.
1.239 mennesker blev reddet af andre skibe. Det reelle tabstal er uklart, fordi ingen med sikkerhed ved, hvor mange mennesker der faktisk var om bord. Pga. hastværket under flugten og den voldsomme ombordstigning af desperate mennesker, fik man ikke alle registreret. Forskellige kilder udviser skøn fra godt 5.000 til godt 9.000 omkomne. Det højeste tal gør det til den største skibskatastrofe i historien. Tabstallene for Gustloff er 5348 døde, men Gustloff tillægges også tabstallene for et andet skib " Steuben", hvor 3608 mistede livet. Gustloffs sænkning er således ikke den største skibskatastrofe i historien - det er sænkningen af " MS Goya," der gik ned med 7200 mand, hvoraf 129 reddedes  . "Goya" var bygget ved Aker Værft i Oslo.
Günter Grass' roman Im Krebsgang handler om sænkningen af "Gustloff".

## Film
- Nacht fiel über Gotenhafen ("Nat faldt over Gotenhafen", Tyskland (vest), 1959)
- Triumph und Tragödie der Wilhelm Gustloff
- Die große Flucht – Der Untergang der Gustloff (Tyskland, 2001)
- Die Gustloff (Tyskland, 2008)